# Aeropos II
Aeropos II (gr. Αεροπος) - król Macedonii z rodu Argeadów. Po śmierci swojego brata Archelaosa Aeropos został regentem swojego bratanka Orestesa. Zaraz po objęciu rządów w państwie Aeropos w obliczu Spartańskich postępów w Tesalii postanowił usunąć macedoński garnizon z Larissy, zainstalowany tam jeszcze przez Archelaosa. Pozwolił także na przemarsz spartańskiej armii przez Macedonię w drodze do Persji. Od 397 Aeropos sprawował władzę królewską, a o losie jego dawnego podopiecznego źródła milczą. W 395 koalicja antyspartańska uwolniła miasta Tesalskie od spartańskich garnizonów. Chcąc przypodobać się nowym zwycięzcom Aeropos odmówił spartańskiemu królowi Agesilaosowi zgody na przemarsz przez Macedonię w drodze powrotnej do Tesalii. Jednak Spartanie demonstracją siły zmusili króla do udzielenia im zgody na przemarsz. W lipcu 394 Aeropos zmarł w wyniku choroby. Następcą króla został jego kuzyn Amyntas.